# Kostonlampi
Kostonlampi är en sjö i Finland. Den ligger i kommunen Taivalkoski i landskapet Norra Österbotten, i den nordöstra delen av landet, 600 km norr om huvudstaden Helsingfors. Kostonlampi ligger 221,9 meter över havet. Arean är 62 hektar och strandlinjen är 4,03 kilometer lång. Sjön  ingår i Ijo älvs huvudavrinningsområde. 